# Raoul Hicguet
Raoul Alzir Emile Hicguet (Montignies-sur-Sambre, 3 november 1901 - februari 1973) was een Belgisch volksvertegenwoordiger.

## Levensloop
Beroepshalve was hij secretaris van een verbond van socialistische ziekenkassen.
Hij werd verkozen tot gemeenteraadslid en schepen van Montignies-sur-Sambre.
In 1949 werd hij verkozen tot BSP-volksvertegenwoordiger voor het arrondissement Charleroi, een mandaat dat hij vervulde tot in 1970. Hij werd voorzitter van het College van quaestoren van de Kamer. Hij was ook lid van de Raadgevende Interparlementaire Beneluxraad.
Het OCMW van Montignies-sur-Sambre heeft zijn naam gegeven aan een van zijn rusthuizen.